# Erdelyia saucra
Erdelyia saucra är en mångfotingart som beskrevs av Hoffman 1963. Erdelyia saucra ingår i släktet Erdelyia och familjen Xystodesmidae. Inga underarter finns listade i Catalogue of Life.